# Ark van Noach (kunstwerk)

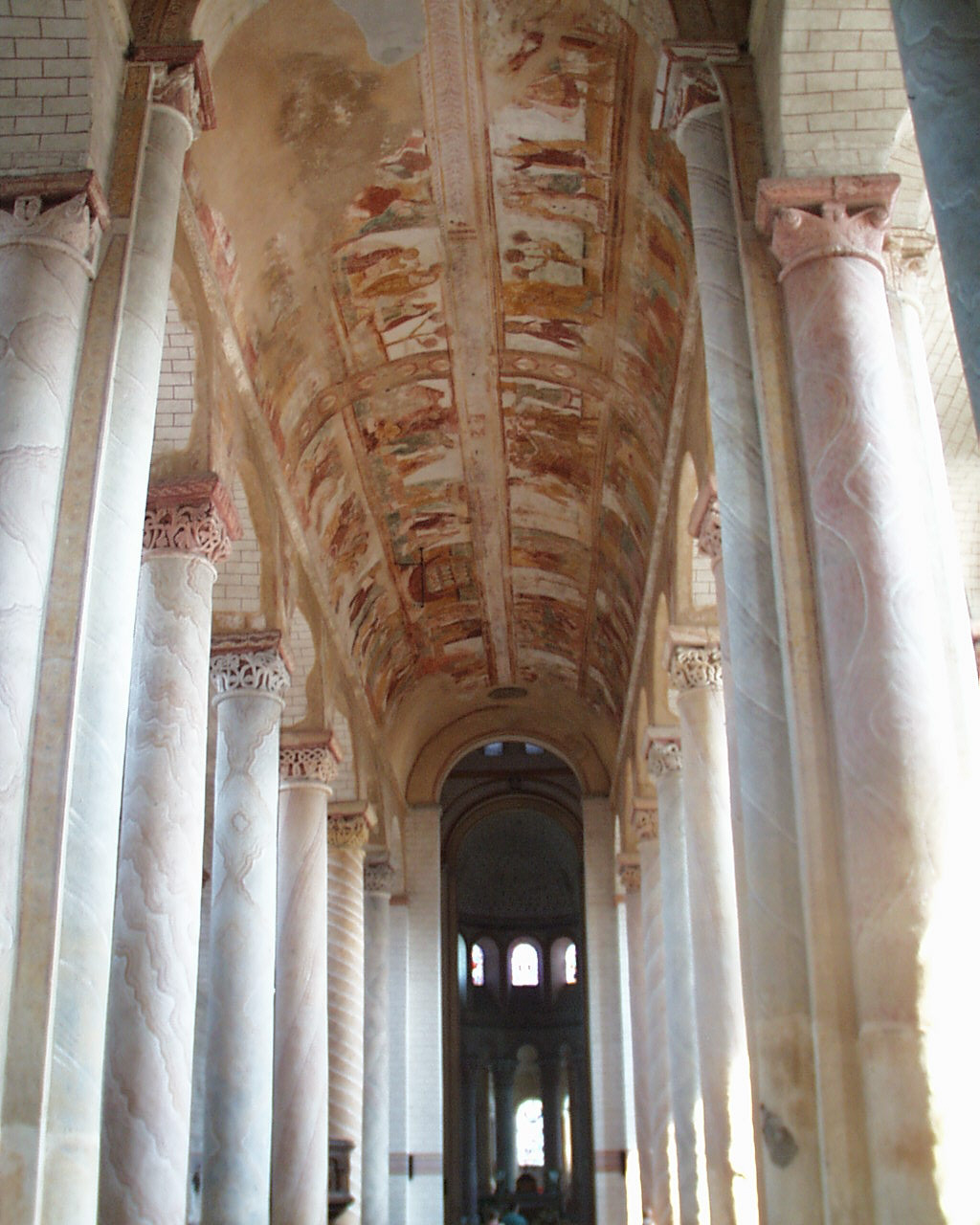
Gewelf van de kapel

Het fresco Ark van Noach is een vroeg-romaanse plafondschildering in de abdijkerk van Saint-Savin-sur-Gartempe. 
Het kunstwerk werd rond het jaar 1100 door (een) onbekende kunstenaar(s) gemaakt.
In de vallei bij Saint-Savin bij Vienne zijn veel muurschilderingen en fresco's te zien. Een fresco wordt op de nog natte muur aangebracht. Het voordeel is dat het kunstwerk minder kwetsbaar is. Fresco's werden in de vroege Middeleeuwen gemaakt. Het nadeel is dat de kunstenaar snel moet werken. Bij een droge muurschildering heeft de kunstenaar meer tijd, maar is het kunstwerk kwetsbaarder. Voor de schilderingen in deze kapel zijn  zowel fresco als semi-freseco- als droge muurschildering toegepast.

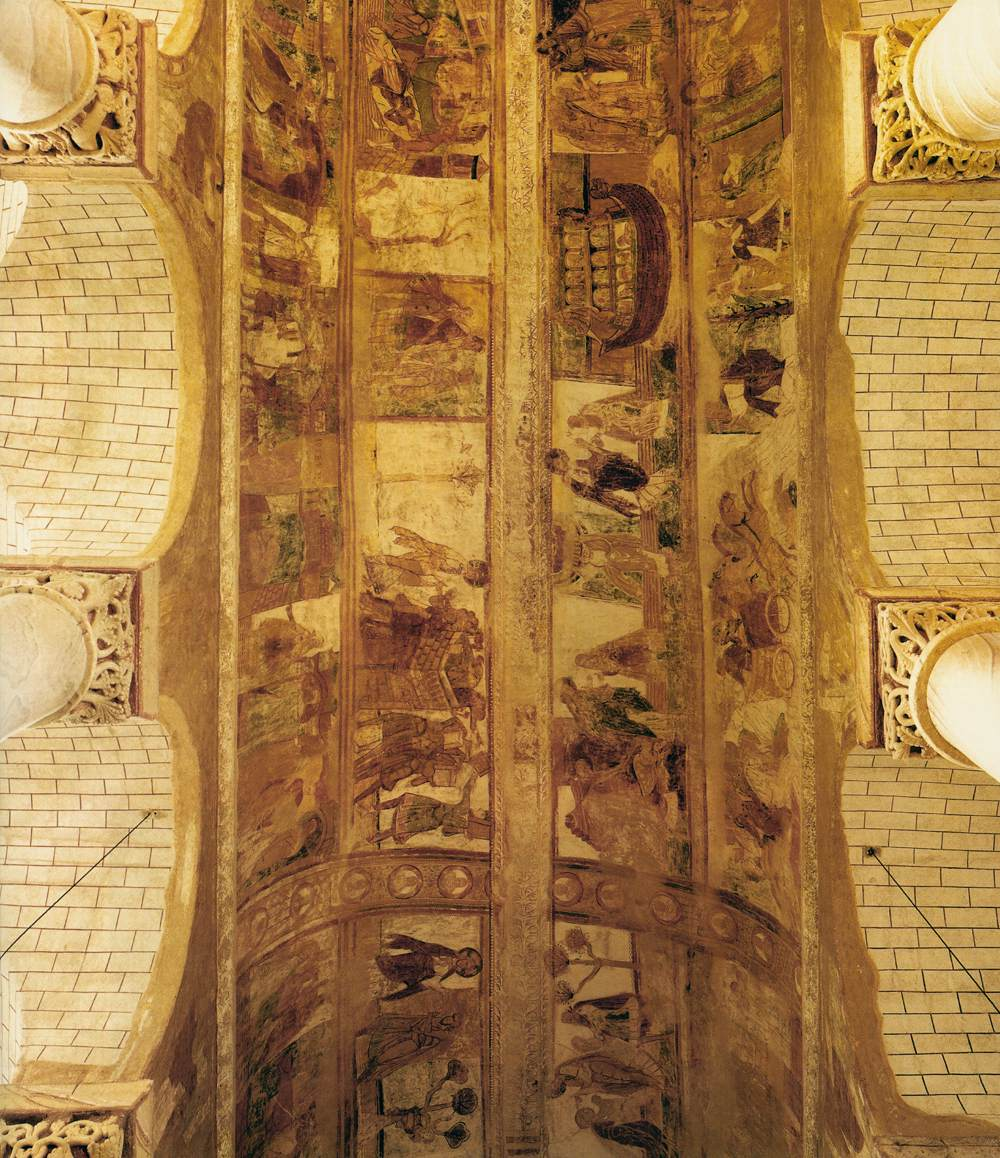

## Romaanse kunst
De romaanse kunst was tussen ca 1000 en 1100 een overgang tussen de Karolingische kunst (op haar beurt beïnvloed door de Byzantijnse kunst) en de gotiek.
Het vele goud en de expressiviteit in de gebaren op deze Noach-vertelling  doen denken aan Byzantijnse iconen. De kleuren zijn uitgekozen tot eer van God. Daarnaast hebben de schilderingen een pedagogisch doel om bezoekers de Bijbelverhalen over te dragen.
Het perspectief komt op ons wat wonderlijk over. Niet de werkelijke afmetingen zijn van belang, maar hoe belangrijk iemand is in het verhaal. God is dus groter afgebeeld dan Noach; familie groter dan de beesten.

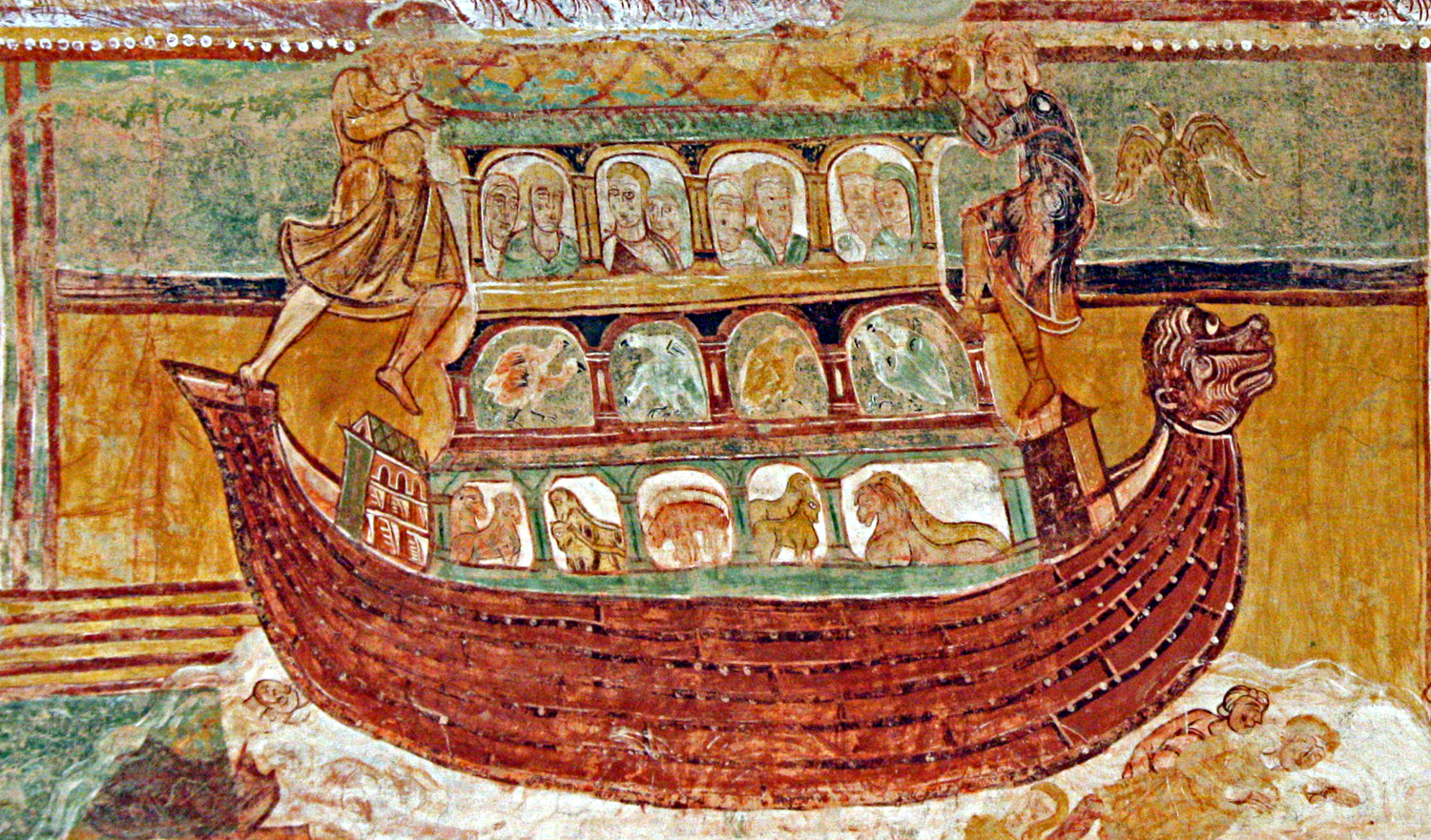
Ark van Noach

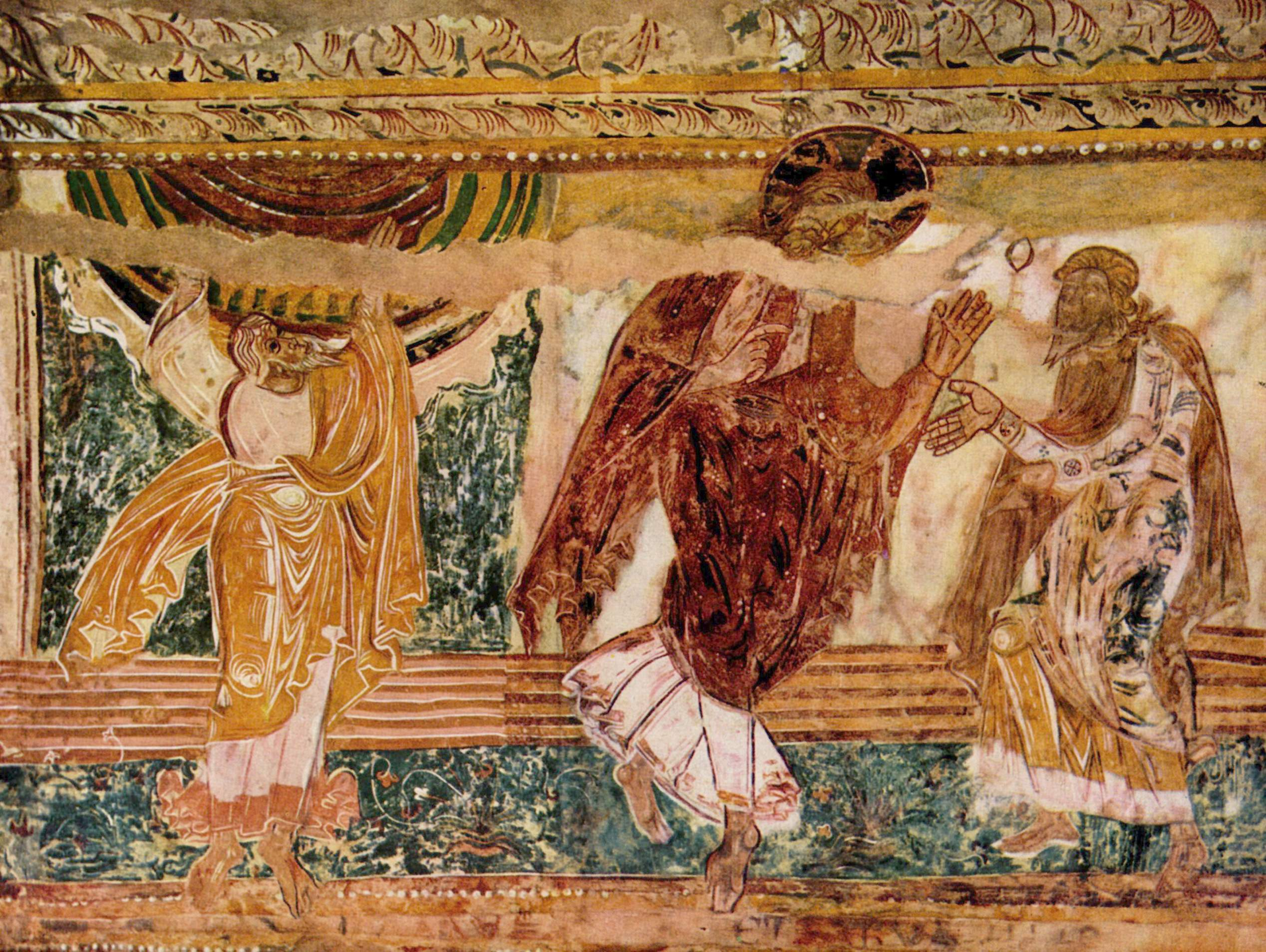

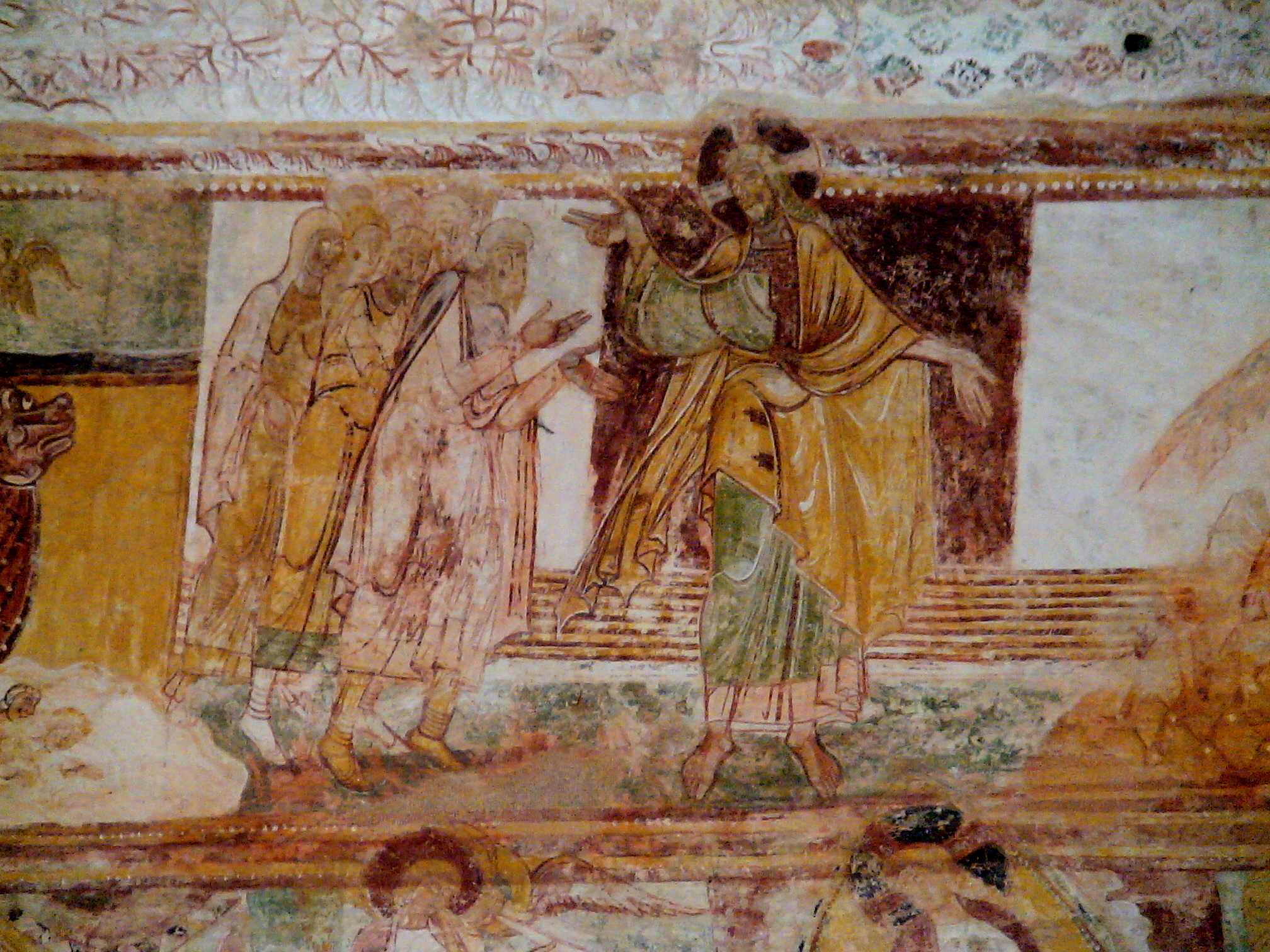

## Thema
Het fresco is aangebracht op het gewelf van het schip van de abdijkerk.
Het gewelf en het kunstwerk zijn verdeeld over meer taferelen uit het Oude Testament. Tien van de taferelen hebben betrekking op het verhaal van Noach, de beroemdste daarvan is de ark van Noach.
- Schepping en zondeval: Oorspronkelijk 16 taferelen, waarvan er 8  bewaard zijn gebleven
- Kaïn en Abel; 3 taferelen
- Henoch 1 tafereel
- Het verhaal van Noach; 10 taferelen.

1. God kondigt Noach de zondvloed aan en draagt hem op de ark te bouwen
2. De Ark van Noach. De ark van Noach is een van de bekendste taferelen. De ark drijft in een met lijken bedekte zee. Er is een raaf vrijgelaten om te zien of de aarde al opdroogt. Het dak van de ark is open, zodat de inzittenden van boord kunnen gaan.
3. God zegent Noach die aan wal gaat
4. Noach dankt God door een offer te brengen
5. Noach oogst van wijngaard (erg beschadigd).
6. Noach proeft van zijn wijn.
7. De kraai en de vos.
8. Noach, dronken, ligt naakt op in zijn tent. Twee van zijn drie zonen dekken hem toe.
9. Bomen en dieren.
10. Noach bestraft zijn derde zoon.

- De toren van Babel (één tafereel)
- De geschiedenis van Abraham  (5 taferelen)
- Jakob en Esau (één tafereel)
- Jozef (8 taferelen)
- Geschiedenis van Mozes (5 taferelen).

Religieuze thema's stonden tijdens de romaanse kunst centraal om zo het geloof evangelie door te kunnen geven, ondanks het analfabetisme bij het middeleeuws volk.

## Werelderfgoed
De kerk en de fresco's staan op de werelderfgoedlijst van UNESCO (1983, 2007).
De kerk staat al sinds 1840 op de monumentenlijst.
De kapel wordt vanwege de fresco's wel aangeduid als Sixtijnse kapel van de Romaanse periode.